# جيان بييرو غاسبيريني
جيان بييرو غاسبيريني (مواليد 26 يناير 1958 في غرولياسكو - إيطاليا) (بالإيطالية: Gian Piero Gasperini) لاعب كرة قدم إيطالي معتزل كان يجيد اللعب في مركز الوسط المحوري، ومدرب نادي أتالانتا منذ 14 يونيو 2016، كما وكان مدربا لنادي الدرجة الأولى إنتر ميلان الإيطالي منذ 2011 حتى تمت إقالته في 21 سبتمبر 2011.

## روابط خارجية
- جيان بييرو غاسبيريني على موقع قاعدة بيانات كرة القدم.إي يو (الإنجليزية)
- جيان بييرو غاسبيريني على موقع Soccerway.com (الإنجليزية)
- جيان بييرو غاسبيريني على موقع عالم كرة القدم.نت (الإنجليزية)